# مانوچار تسخادایا

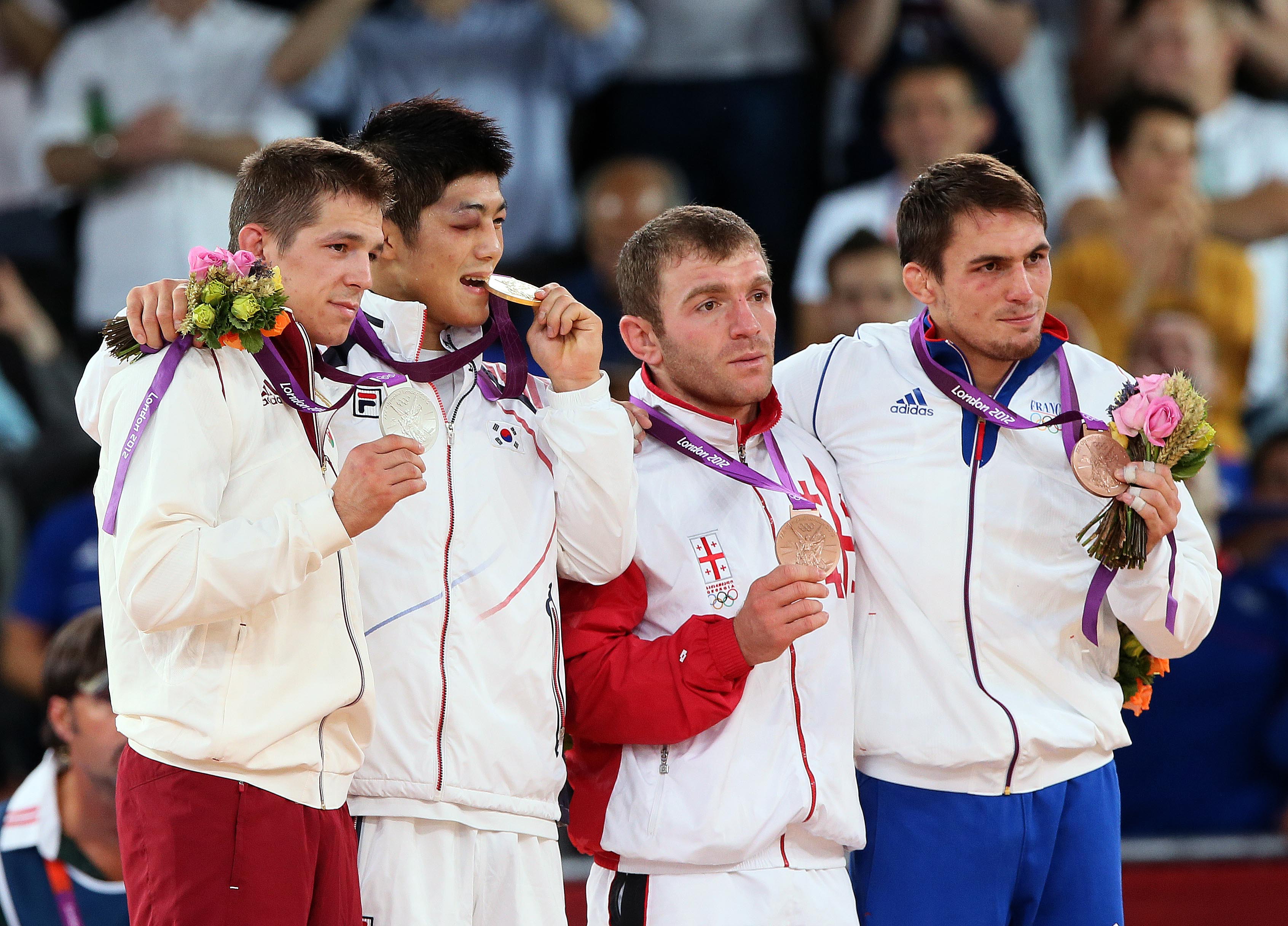
مانوچار تسخادایا، دومین نفر از سمت راست تصویر در سال ۲۰۱۲

مانوچار تسخادایا (گرجی: მანუჩარ ცხადაია) ورزشکار مرد رشتهٔ کشتی فرنگی متولد ۲۰ دسامبر ۱۹۸۶ در کشور گرجستان است. از افتخارات وی میتوان به کسب مدال برنز وزن ۶۶ کیلوگرم فرنگی المپیک لندن و دو مدال نقره وزن ۶۶ کیلوگرم مسابقات قهرمانی کشتی جهان ۲۰۰۹ و مسابقات قهرمانی کشتی جهان ۲۰۱۱ اشاره کرد.